# Campionato sovietico di scacchi

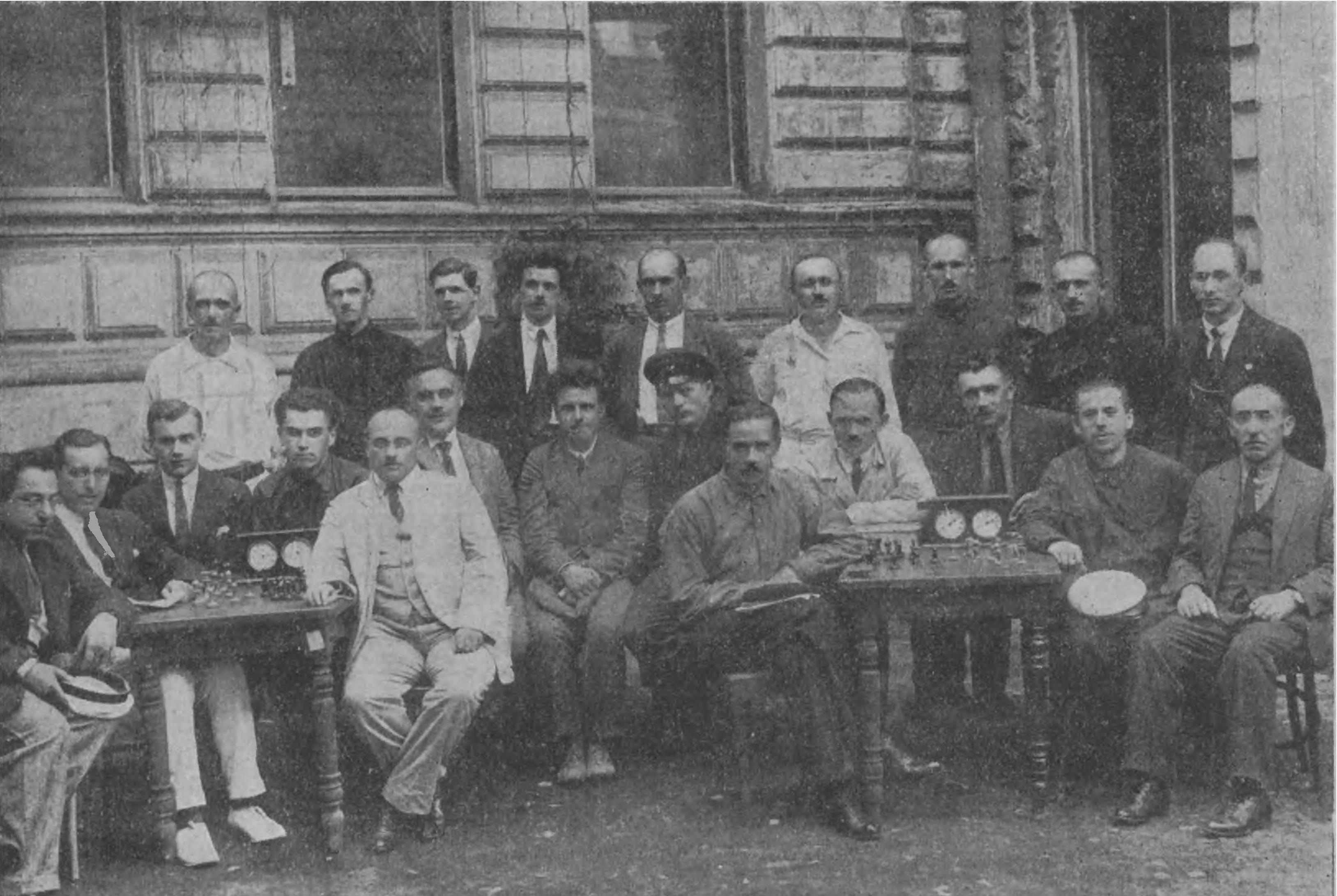
Partecipanti al 4º Campionato sovietico, 1925.

Il Campionato sovietico di scacchi si è svolto cinquantotto volte dal 1920 al 1991 per determinare il campione di scacchi dell'Unione Sovietica.
Fortemente voluto dallo scacchista Aleksandr Il'in-Ženevskij nell'ambito del suo impegno per la promozione degli scacchi da parte del neonato stato sovietico, è stato il più forte torneo nazionale di scacchi mai esistito, in quanto tra i suoi vincitori si annoverano otto campioni del mondo e quattro sfidanti per il titolo mondiale. Il torneo era organizzato con il sistema all'italiana, eccetto per le edizioni del 1967 e del 1991, che invece adottarono la formula del sistema svizzero.
Il primo campionato sovietico (Mosca, 1920, vinto da Alechin) fu inizialmente organizzato come Campionato di Mosca, ma in seguito fu riconosciuto ufficialmente come primo campionato sovietico. 
I giocatori che vinsero più volte il campionato furono Michail Botvinnik e Michail Tal', che se lo aggiudicarono sei volte ciascuno. Seguono Boris Spasskij, Tigran Petrosyan, Viktor Korčnoj e Oleksandr Beljavs'kyj, che lo vinsero quattro volte ciascuno.
Il record di partecipazioni appartiene a Mark Tajmanov ed Juchym Heller con 23 edizioni, seguiti da Michail Tal' con 21 edizioni.
Nel 1941 si svolse a Leningrado e Mosca il cosiddetto Campionato sovietico assoluto, organizzato per designare lo sfidante di Alechin per il titolo mondiale e vinto da Botvinnik. Questo torneo non fa però parte dei campionati sovietici veri e propri.

## Albo dei vincitori

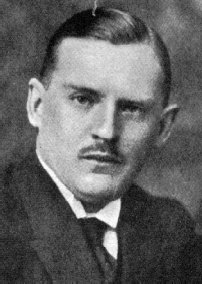
Aleksandr Alechin, vincitore nel primo campionato sovietico a Mosca nel 1920.

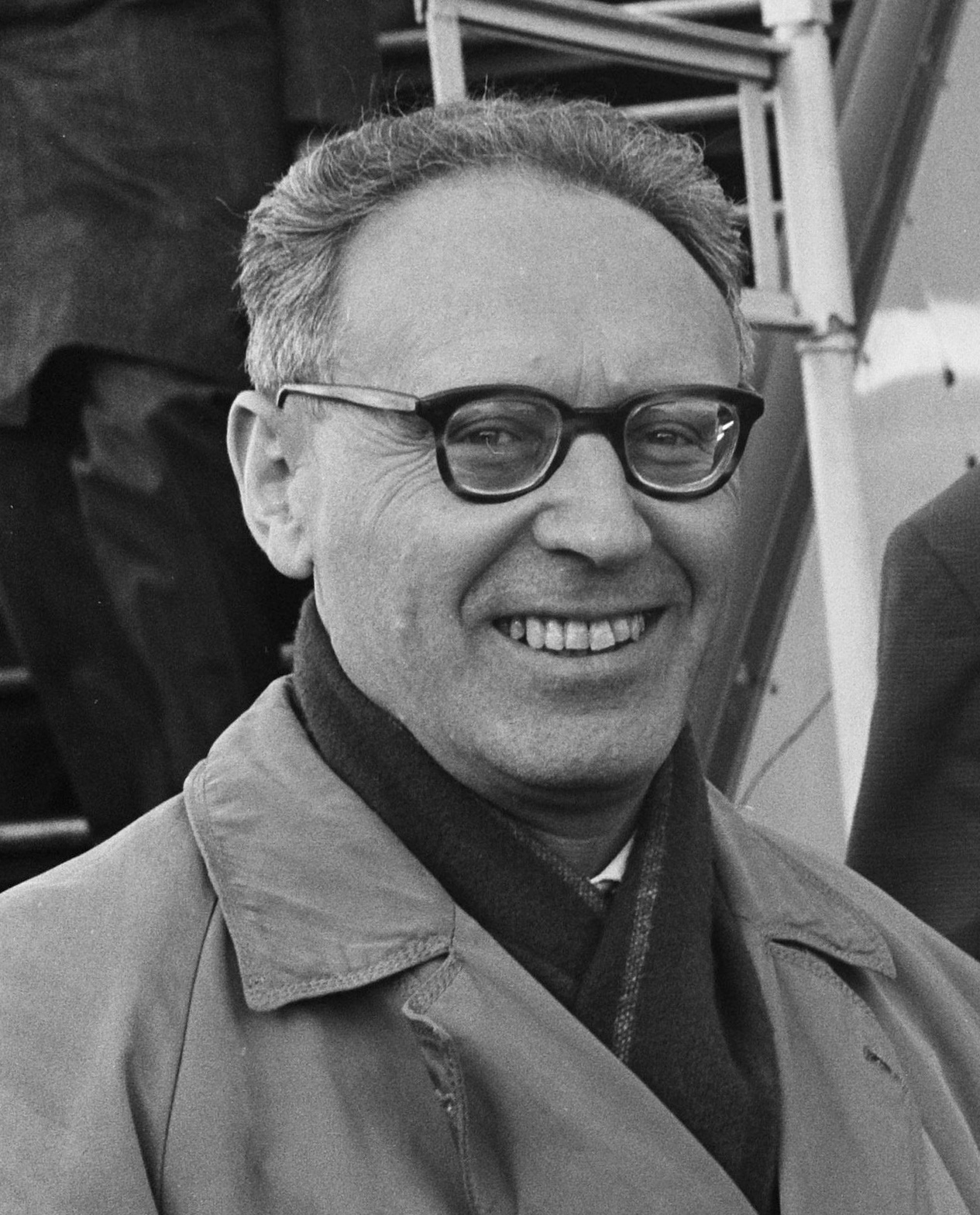
Michail Botvinnik, vincitore di sei edizioni dal 1931 al 1952.

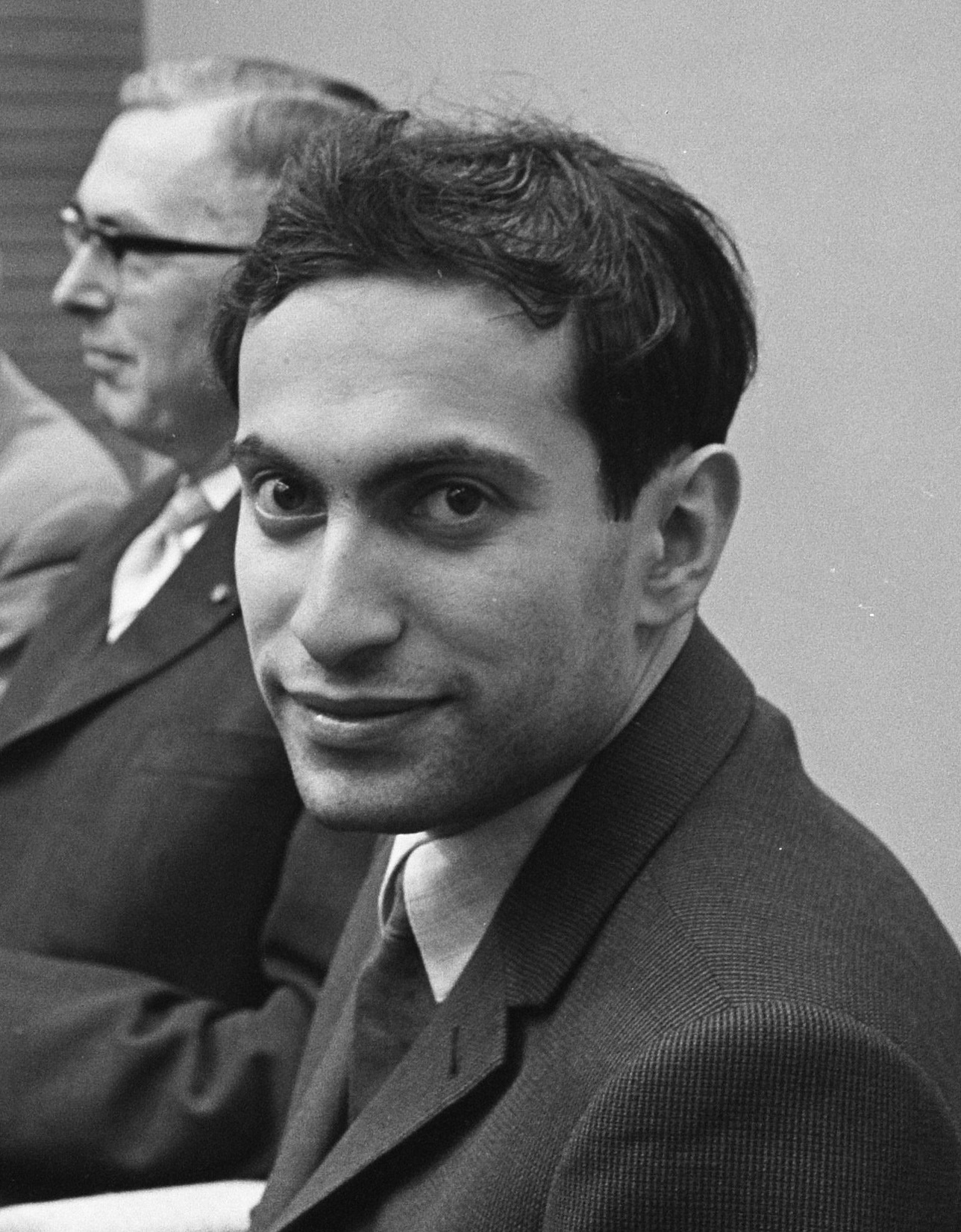
Michail Tal', vincitore di sei edizioni dal 1957 al 1978.

| #  | Anno | Città       | Vincitore/i                                                            | Punteggio | Note |
| -- | ---- | ----------- | ---------------------------------------------------------------------- | --------- | ---- |
| 1  | 1920 | Mosca       | Aleksandr Alechin                                                      | 12 /15    | [2]  |
| 2  | 1923 | Pietrogrado | Pëtr Romanovskij                                                       | 10 /12    | [3]  |
| 3  | 1924 | Mosca       | Efim Bogoljubov                                                        | 15 /17    | [4]  |
| 4  | 1925 | Leningrado  | Efim Bogoljubov                                                        | 14 /19    | [5]  |
| 5  | 1927 | Mosca       | Fëdor Bohatyrčuk Pëtr Romanovskij                                      | 14,5 /20  | [6]  |
| 6  | 1929 | Odessa      | Boris Verlins'kyj                                                      | 12 /17    | [7]  |
| 7  | 1931 | Mosca       | Michail Botvinnik                                                      | 13,5 /17  | [8]  |
| 8  | 1933 | Leningrado  | Mikhail Botvinnik                                                      | 14 /19    | [9]  |
| 9  | 1935 | Leningrado  | Grigorij Levenfiš Il'ja Rabinovič                                      | 12 /19    | [10] |
| 10 | 1937 | Tbilisi     | Grigorij Levenfiš                                                      | 12,5 /19  | [11] |
| 11 | 1939 | Leningrado  | Michail Botvinnik                                                      | 12,5 /17  | [12] |
| 12 | 1940 | Mosca       | Andor Lilienthal Igor Bondarevskij                                     | 13,5 /19  | [13] |
| 13 | 1944 | Mosca       | Michail Botvinnik                                                      | 12,5 /16  | [14] |
| 14 | 1945 | Mosca       | Michail Botvinnik                                                      | 15 /17    | [15] |
| 15 | 1947 | Leningrado  | Paul Keres                                                             | 14 /19    | [16] |
| 16 | 1948 | Mosca       | David Bronštejn Alexander Kotov                                        | 12 /18    | [17] |
| 17 | 1949 | Mosca       | Vasilij Smyslov David Bronštejn                                        | 13 /19    | [18] |
| 18 | 1950 | Mosca       | Paul Keres                                                             | 11,5 /17  | [19] |
| 19 | 1951 | Mosca       | Paul Keres                                                             | 12 /17    | [20] |
| 20 | 1952 | Mosca       | Michail Botvinnik                                                      | 13,5 /19  | [21] |
| 21 | 1954 | Kiev        | Jurij Averbach                                                         | 14,5 /19  | [22] |
| 22 | 1955 | Mosca       | Juchym Heller                                                          | 12 /19    | [23] |
| 23 | 1956 | Leningrado  | Mark Tajmanov                                                          | 11,5 /17  | [24] |
| 24 | 1957 | Mosca       | Michail Tal'                                                           | 14 /21    | [25] |
| 25 | 1958 | Riga        | Michail Tal'                                                           | 12,5 /18  | [26] |
| 26 | 1959 | Tbilisi     | Tigran Petrosyan                                                       | 13,5 /19  | [27] |
| 27 | 1960 | Leningrado  | Viktor Korčnoj                                                         | 14 /19    | [28] |
| 28 | 1961 | Mosca       | Tigran Petrosyan                                                       | 13,5 /19  | [29] |
| 29 | 1961 | Baku        | Boris Spasskij                                                         | 14,5 /20  | [30] |
| 30 | 1962 | Erevan      | Viktor Korčnoj                                                         | 14 /19    | [31] |
| 31 | 1963 | Leningrado  | Leonid Štejn                                                           | 12 /19    | [32] |
| 32 | 1964 | Kiev        | Viktor Korčnoj                                                         | 15 /19    | [33] |
| 33 | 1965 | Tallinn     | Leonid Štejn                                                           | 14 /19    | [34] |
| 34 | 1966 | Tbilisi     | Leonid Štejn                                                           | 13 /20    | [35] |
| 35 | 1967 | Charkiv     | Leŭ Paluhaeŭski Michail Tal'                                           | 10 /13    | [36] |
| 36 | 1968 | Alma-Ata    | Leŭ Paluhaeŭski                                                        | 12,5 /19  | [37] |
| 37 | 1969 | Mosca       | Tigran Petrosyan                                                       | 14 /22    | [38] |
| 38 | 1970 | Riga        | Viktor Korčnoj                                                         | 16 /21    | [39] |
| 39 | 1971 | Leningrado  | Vladimir Savon                                                         | 15 /21    | [40] |
| 40 | 1972 | Baku        | Michail Tal'                                                           | 15 /21    | [41] |
| 41 | 1973 | Mosca       | Boris Spasskij                                                         | 11,5 /17  | [42] |
| 42 | 1974 | Leningrado  | Oleksandr Beljavs'kyj Michail Tal'                                     | 9,5 /15   | [43] |
| 43 | 1975 | Erevan      | Tigran Petrosyan                                                       | 10 /15    | [44] |
| 44 | 1976 | Mosca       | Anatolij Karpov                                                        | 12 /17    | [45] |
| 45 | 1977 | Leningrado  | Boris Gul'ko Josif Dorfman                                             | 9,5 /15   | [46] |
| 46 | 1978 | Tbilisi     | Michail Tal' Vitalij Ceškovskij                                        | 11 /17    | [47] |
| 47 | 1979 | Minsk       | Juchym Heller                                                          | 11,5 /17  | [48] |
| 48 | 1980 | Vilnius     | Lev Psachis Oleksandr Beljavs'kyj                                      | 10,5 /17  | [49] |
| 49 | 1981 | Frunze      | Garry Kasparov Lev Psachis                                             | 12,5 /17  | [50] |
| 50 | 1983 | Mosca       | Anatolij Karpov                                                        | 9,5 /15   | [51] |
| 51 | 1984 | Leopoli     | Andrej Sokolov                                                         | 12,5 /17  | [52] |
| 52 | 1985 | Riga        | Viktor Gavrikov Michail Gurevič Aleksandr Černin                       | 11 /19    | [53] |
| 53 | 1986 | Kiev        | Vitalij Ceškovskij                                                     | 11 /17    | [54] |
| 54 | 1987 | Minsk       | Oleksandr Beljavs'kyj                                                  | 11 /17    | [55] |
| 55 | 1988 | Mosca       | Anatolij Karpov Garri Kasparov                                         | 11,5 /17  | [56] |
| 56 | 1989 | Odessa      | Rafayel Vahanyan                                                       | 9 /15     | [57] |
| 57 | 1990 | Leningrado  | Oleksandr Beljavs'kyj Leonid Judasin Evgenij Bareev Aleksej Vyžmanavin | 8,5 /13   | [58] |
| 58 | 1991 | Mosca       | Artašes Minasyan                                                       | 8,5 /11   | [59] |

## Migliori percentuali realizzate
Sono riportate le migliori percentuali complessive realizzate da giocatori che hanno partecipato ad almeno tre edizioni.

Sono conteggiate anche le partite giocate negli spareggi e quelle vinte per forfait.
| #  | Giocatore           | Tornei | Partite | Punti | %    |
| -- | ------------------- | ------ | ------- | ----- | ---- |
| 1  | Michail Botvinnik   | 11     | 191     | 132 ½ | 69,4 |
| 2  | Anatolij Karpov     | 6      | 108     | 68 ½  | 63,4 |
| 3  | Fedir Bohatyrčuk    | 6      | 104     | 65 ½  | 63,0 |
| 4  | Leonid Štejn        | 9      | 194     | 121 ½ | 62,6 |
| 5  | Garry Kasparov      | 4      | 68      | 42 ½  | 62,5 |
| 6  | Boris Spasskij      | 11     | 215     | 133   | 61,9 |
| 7  | Tigran Petrosyan    | 16     | 293     | 180 ½ | 61,6 |
| 8  | Viktor Korčnoj      | 16     | 304     | 186   | 61,2 |
| 9  | Leŭ Paluhaeŭski     | 20     | 367     | 222   | 60,5 |
| 10 | Michail Tal'        | 21     | 358     | 216   | 60,3 |
| 11 | Paul Keres          | 13     | 243     | 144 ½ | 59,5 |
| 12 | Aleksej Vyžmanavin  | 3      | 41      | 24    | 58,5 |
| 13 | Isaak Boleslavs'kyj | 11     | 201     | 117 ½ | 58,5 |
| 14 | Boris Verlins'kyj   | 5      | 82      | 48    | 58,5 |
| 15 | Sergej Belavenec    | 3      | 55      | 32    | 58,2 |
| 16 | Vasilij Smyslov     | 19     | 356     | 203 ½ | 57,2 |
| 17 | Ratmir Kholmov      | 16     | 310     | 175   | 56,5 |
| 18 | Evgenij Bareev      | 3      | 47      | 26,5  | 56,4 |
| 19 | Il'ja Rabinovič     | 9      | 157     | 88 ½  | 56,4 |
| 20 | Juchym Heller       | 23     | 423     | 238   | 56,3 |